# Niccolò Cusa
Nicolò Salvatore Giuseppe Camillo Cusa (Corleone, 20 febbraio 1821 – Palermo, 27 agosto 1893) è stato un prefetto e politico italiano.

## Biografia

### Origini e formazione
Niccolò Cusa nacque in una famiglia nobile siciliana di rango baronale, in cui il titolo era ereditario. Suo padre era Girolamo, mentre sua madre si chiamava Maria Antonia Amari. Fin da giovane ricevette una solida formazione culturale e intellettuale, distinguendosi per la sua erudizione. Attorno ai vent’anni iniziò la carriera amministrativa al servizio del Regno delle Due Sicilie, operando nel settore dell’amministrazione finanziaria, in particolare nell’ambito noto come “amministrazione del macino”. Quest’esperienza iniziale contribuì a consolidare le sue competenze burocratiche, rivelandosi utile nel prosieguo della sua carriera pubblica.

### Il 1848 e l’impegno rivoluzionario
Durante i moti del 1848, Cusa si avvicinò con convinzione alle idee liberali e patriottiche. Allo scoppio della Rivoluzione siciliana contro il dominio borbonico, si schierò apertamente con gli insorti, spinto da una profonda insofferenza verso il malgoverno dell’epoca. A soli ventisette anni fu eletto deputato al Parlamento siciliano istituito durante quell’effimera stagione rivoluzionaria. L’assemblea parlamentare, con sede a Palermo, proclamò la decadenza dei Borbone e promosse l’adozione di una costituzione liberale. Cusa rappresentò la sua città natale, affermandosi come un deciso sostenitore dell’autonomia siciliana e delle riforme modernizzatrici.
Con la repressione militare del 1849, l’esperienza parlamentare fu interrotta e numerosi patrioti vennero perseguitati. Per sfuggire alla restaurazione borbonica, Cusa fu costretto a lasciare la Sicilia, scegliendo come esilio la Toscana. Visse a Firenze per circa un decennio, dal 1849 al 1860, mantenendo attivi i contatti con l’ambiente dell’esilio politico italiano. Frequentò figure di spicco come Francesco Crispi, suo conterraneo, e l’intellettuale Michele Amari. Questo periodo di esilio costituì per Cusa una fase decisiva di maturazione politica e morale, rafforzando il suo impegno per l’unità nazionale e consolidando la sua identità di funzionario patriota.

### Dalla Spedizione dei Mille alla nascita del Regno d’Italia
Il ritorno in Sicilia avvenne nel 1860, durante la campagna garibaldina. Dopo lo sbarco dei Mille e la presa di Palermo, Giuseppe Garibaldi, divenuto dittatore dell’isola, si avvalse della collaborazione di diversi patrioti siciliani. Su proposta di Crispi, all’epoca segretario di stato della dittatura, Cusa fu nominato l’8 giugno Governatore della provincia di Girgenti (l’attuale Agrigento). Tuttavia, il suo incarico venne presto modificato: il 10 dicembre fu trasferito a Siracusa, dove assunse la carica di Governatore provinciale.
Con l’annessione della Sicilia al Regno di Sardegna, avvenuta a seguito del plebiscito del 21 ottobre 1860, iniziò una fase di transizione politica, in cui la luogotenenza piemontese si occupò dell’amministrazione dell’isola in attesa della proclamazione dell’unità. In tale contesto, nel marzo 1861 Cusa fu nominato Consigliere di Luogotenenza per gli Affari Interni, collaborando con Agostino Depretis, prodittatore e luogotenente regio. Il suo ruolo fu quello di coadiuvare la gestione dell’ordine pubblico e delle strutture civili durante l’integrazione della Sicilia nel nuovo Stato unitario.
Con la proclamazione ufficiale del Regno d’Italia il 17 marzo 1861, Cusa fu confermato Prefetto della Provincia di Siracusa, incarico che ricoprì fino all’8 agosto dello stesso anno. Va notato che proprio in quel periodo, in virtù del Regio Decreto del 9 ottobre 1861, n. 250, il titolo di “governatore” venne sostituito ufficialmente con quello di “prefetto”, secondo il modello amministrativo piemontese. Dall'8 agosto al 17 novembre circa, durante il medesimo anno, fu prefetto di Arezzo.

### Carriera di prefetto e funzionario (1861–1870)
Negli anni seguenti, Cusa proseguì la sua carriera come prefetto in diverse province italiane, acquisendo una reputazione sempre più consolidata. Nominato prefetto di Catanzaro il 15 agosto 1863, resse quella provincia fino al 17 settembre 1864. Durante questo periodo si trovò a fronteggiare i disordini legati al brigantaggio e alle tensioni del Meridione nel processo di unificazione.
Trasferito in Sicilia, fu prefetto di Trapani dal 29 novembre 1865 al 10 dicembre 1866, impegnandosi nel rafforzamento della presenza statale e nel contenimento dei contraccolpi dell’unificazione. Fu poi destinato a Messina, dove resse la prefettura dal 10 dicembre 1866 al 7 luglio 1867, in un contesto segnato da forti tensioni, tra cui i tumulti del 1866. Si dimostrò sempre un funzionario fermo, animato da un forte senso del dovere.
Il 17 novembre 1867 fu nominato prefetto di Ancona, incarico che ricoprì per breve tempo, fino al 19 novembre dell'anno successivo, ma in un momento delicato, coincidente con il fallito tentativo garibaldino di prendere Roma. La scelta di Cusa per quella sede rispondeva alla necessità di affidare una città strategica a un prefetto esperto, data la sua vicinanza allo Stato Pontificio.
Il 19 novembre 1868 tornò in Sicilia come prefetto di Catania, rimanendovi fino al 2 maggio 1869. Anche qui si occupò della riorganizzazione amministrativa e del mantenimento dell’ordine pubblico in un territorio sensibile per l’equilibrio isolano.
Nel 1870, all’indomani della presa di Roma, fu incaricato di una missione speciale come Commissario straordinario per l’amministrazione della città di Roma e del suo territorio circostante, la Comarca. Cusa assunse tale funzione in ottobre, con il compito di predisporre l’inserimento della nuova capitale nelle strutture del Regno d’Italia. Gestì la transizione con efficienza, curando la riorganizzazione degli uffici pubblici e l’estensione della legislazione nazionale al nuovo territorio. Questa missione fu accolta con grande favore ai vertici dello Stato, e valse a Cusa la nomina a senatore del Regno nei mesi successivi.

### Senatore del Regno d’Italia (1871–1893)
La nomina a senatore giunse con decreto del Re Vittorio Emanuele II il 1º dicembre 1870. Cusa entrò a far parte del Senato del Regno in virtù della categoria XVII dello Statuto Albertino, riservata agli intendenti generali con almeno sette anni di servizio. La sua lunga attività come prefetto e amministratore in Sicilia e nel Regno delle Due Sicilie costituiva il fondamento giuridico di tale nomina. La convalida da parte del Senato avvenne il 3 aprile 1871, e il 18 aprile dello stesso anno Cusa prestò giuramento, dando avvio alla sua attività parlamentare.
Fu senatore per oltre vent’anni, dalla XI alla XVIII legislatura, partecipando attivamente ai lavori dell’aula e delle commissioni. Si distinse per la sua assiduità e per la serietà degli interventi, che riflettevano l’esperienza di funzionario. Non fu mai parte del governo, ma svolse un importante lavoro tecnico e consultivo, soprattutto in materia di amministrazione pubblica, enti locali e sicurezza. Politicamente si collocò inizialmente nelle fila della Destra storica, per poi avvicinarsi, dopo il 1876, alla Sinistra costituzionale, pur mantenendo un profilo moderato e pragmatico. Nel 1875 fu nominato presidente della Commissione parlamentare d’inchiesta sulle condizioni della Sicilia.

### Malattia e morte
Niccolò Cusa rimase senatore fino alla morte, avvenuta a Palermo il 27 agosto 1893, all’età di 72 anni. Soffriva da tempo di problemi di salute e morì dopo lunga malattia. In linea con il suo carattere riservato e austero, volle essere sepolto senza cerimonie pubbliche. Il Senato ne celebrò la figura con un’alta commemorazione il 23 novembre successivo, riconoscendolo come uno degli ultimi grandi servitori dello Stato nel periodo post-unitario.